# Lijnvermenigvuldiging

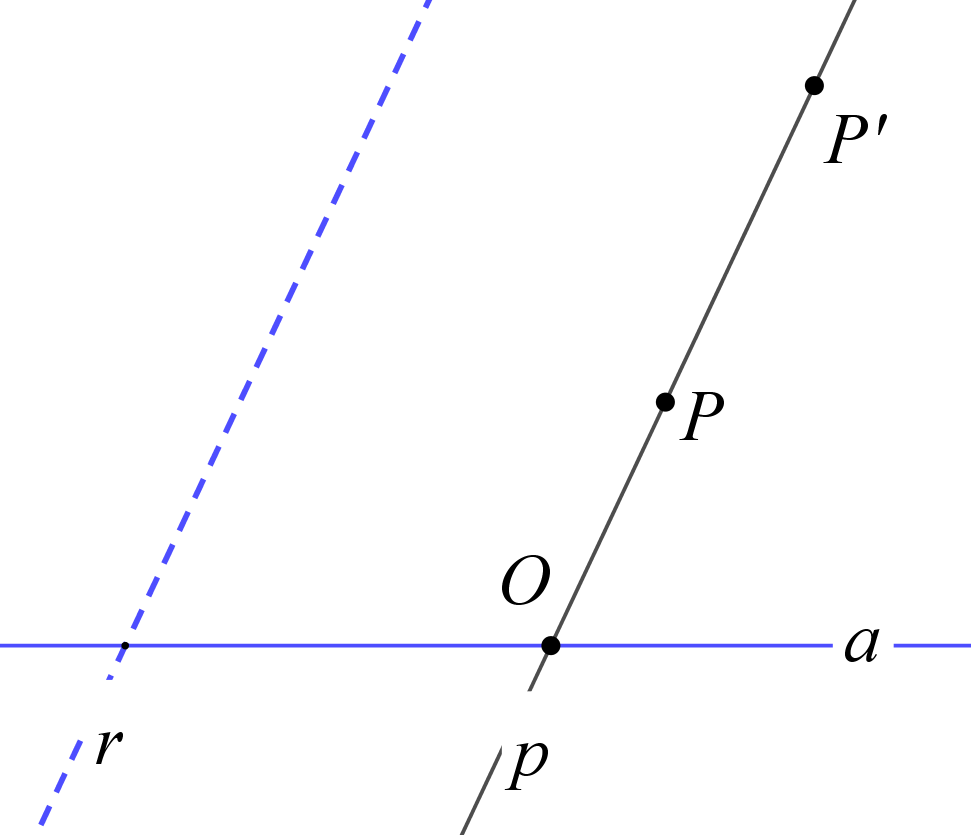
fig. 1. Definitie lijnvermenigvuldiging

Een lijnvermenigvuldiging (ook wel axiale vermenigvuldiging) is een afbeelding (transformatie) van het euclidische vlak op zichzelf, waarbij twee vaste rechte lijnen {\displaystyle a} en {\displaystyle r}, die niet evenwijdig zijn, en een reëel getal {\displaystyle k\neq 0} een rol spelen bij het bepalen van het beeldpunt {\displaystyle P'} van een punt {\displaystyle P} in dat vlak.
Het beeld {\displaystyle P'=V(P)} van ieder punt {\displaystyle P} bij een lijnvermenigvuldiging {\displaystyle V} wordt als volgt bepaald (zie figuur 1):
- Het punt {\displaystyle O} (verderop ter onderscheid, bij een punt {\displaystyle X}, ook wel geschreven als {\displaystyle O_{x}}) is het snijpunt met de lijn {\displaystyle a} van de lijn {\displaystyle p} die door het punt {\displaystyle P} gaat en die evenwijdig is met de lijn {\displaystyle r}.
- Het punt {\displaystyle P'} ligt zó op de lijn {\displaystyle p} dat {\displaystyle OP'=|\,k\,|\cdot OP}.
- Als {\displaystyle k>0} is, dan liggen {\displaystyle P} en {\displaystyle P'} aan dezelfde kant van {\displaystyle O}. Is {\displaystyle k<0}, dan liggen {\displaystyle P} en {\displaystyle P'} aan verschillende kanten van {\displaystyle O} (het punt {\displaystyle O} ligt dan op het lijnstuk {\displaystyle PP'}).

## Naamgeving
De lijn {\displaystyle a} is de affiniteitsas (of collineatie-as) van {\displaystyle V}, kortweg ook wel de as van {\displaystyle V}. De (richting van de) lijn {\displaystyle r} is de richting van {\displaystyle V}. Het getal {\displaystyle k} is de (vermenigvuldigings)factor van {\displaystyle V}.
Als {\displaystyle a} en {\displaystyle r} niet loodrecht op elkaar staan, dan is {\displaystyle V} scheef: een scheve lijnvermenigvuldiging ten opzichte van de as {\displaystyle a} met richting {\displaystyle r}.
Als {\displaystyle a} loodrecht staat op {\displaystyle r}, dan is {\displaystyle V} recht (of orthogonaal): een rechte lijnvermenigvuldiging ten opzichte van de as {\displaystyle a}. In dit laatste geval wordt het woord ‘rechte’ soms weggelaten.
Als {\displaystyle k=1} is, is {\displaystyle V} de zogeheten identieke afbeelding: voor ieder punt {\displaystyle P} is dan {\displaystyle V(P)=P}.

## Een andere definitie

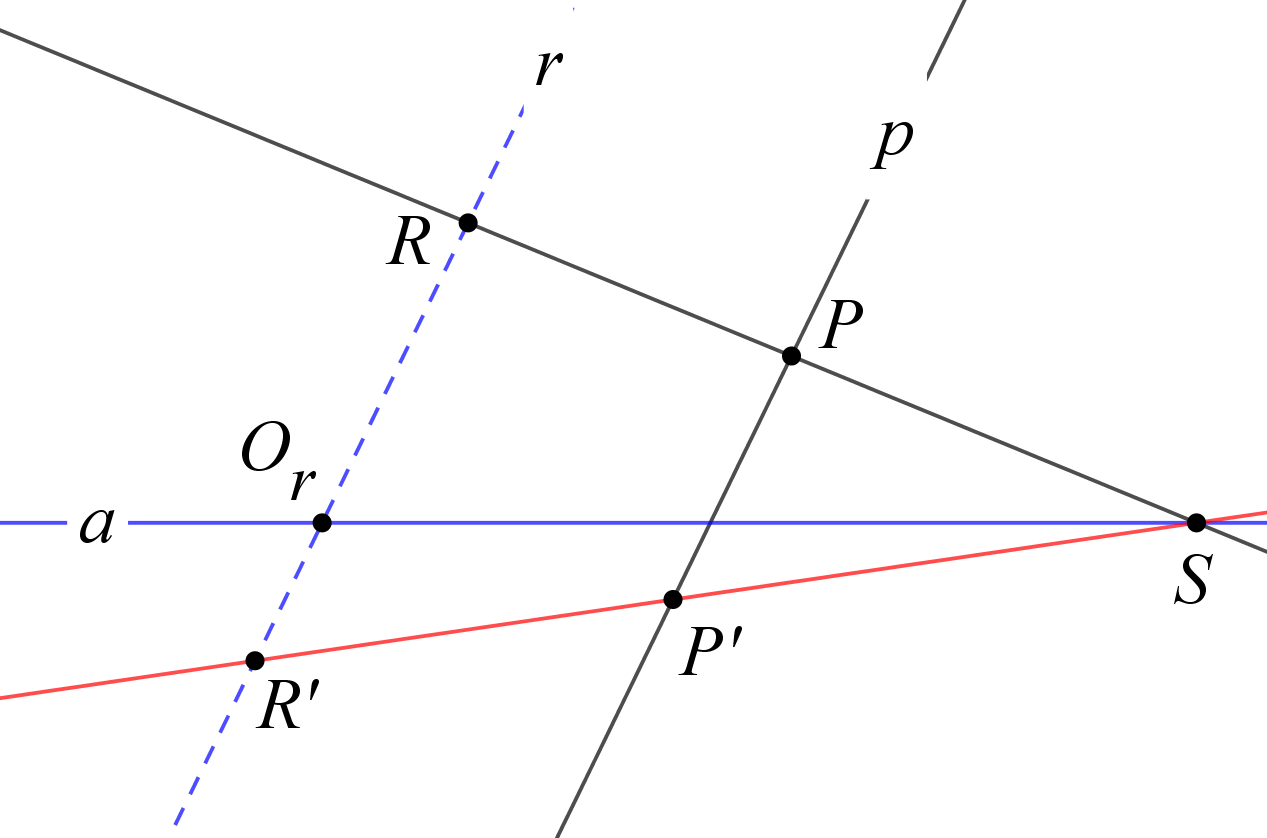
fig. 2. Definitie met en op ;

De factor {\displaystyle k} kan ook worden vastgelegd door een gegeven punt {\displaystyle R} en het beeldpunt {\displaystyle R'} daarvan. Deze punten worden meestal op de lijn {\displaystyle r} gekozen.
Liggen {\displaystyle R} en {\displaystyle R'} daarbij aan verschillende kanten van {\displaystyle O_{r}} (het snijpunt van {\displaystyle r} en {\displaystyle a}), dan is {\displaystyle k} negatief; zie figuur 2, waarin {\displaystyle k\approx -0,46}.
N.B. Als het getal {\displaystyle k} op deze manier wordt vastgelegd, is de lijnvermenigvuldiging van een punt geheel met passer en (ongemerkte) liniaal uit te voeren. Het op de lijn {\displaystyle a} liggend punt {\displaystyle S} van de verbindingslijn tussen {\displaystyle R} en het te vermenigvuldigen punt {\displaystyle P} speelt daarbij een ‘intermediërende’ rol.

## Eigenschappen
In deze paragraaf is {\displaystyle V} een scheve of rechte lijnvermenigvuldiging t.o.v. de as {\displaystyle a}, met richting {\displaystyle r} en met {\displaystyle k\neq 1}.
- De lijn {\displaystyle a} is invariant onder {\displaystyle V}: voor ieder punt {\displaystyle S} van {\displaystyle a} is {\displaystyle V(S)=S}.
- De lijn {\displaystyle r} wordt niet puntsgewijs op zichzelf afgebeeld: voor ieder punt {\displaystyle R} van {\displaystyle r} geldt dat {\displaystyle R'=V(R)} op de lijn {\displaystyle r} ligt, waarbij dan {\displaystyle R'\neq R} (als {\displaystyle R=O_{r}}, dan is {\displaystyle k=0}, en die waarde is uitgesloten).
- Een rechte lijn wordt door {\displaystyle V} afgebeeld op een rechte lijn. Het snijpunt van een lijn en diens beeldlijn ligt op de lijn {\displaystyle a} (mits die lijn niet evenwijdig is met {\displaystyle r}).
- Een deelverhouding [1] op een lijnstuk is gelijk aan de (door {\displaystyle V} ingesneden) deelverhouding op het beeldlijnstuk; zie figuur 3, waarin {\displaystyle (PQD)=(P'Q'D')}.
- Evenwijdige lijnen worden door {\displaystyle V} afgebeeld op evenwijdige lijnen; zie figuur 4.

Op grond van deze eigenschappen behoren de lijnvermenigvuldigingen tot de zogeheten affiene transformaties van het vlak.

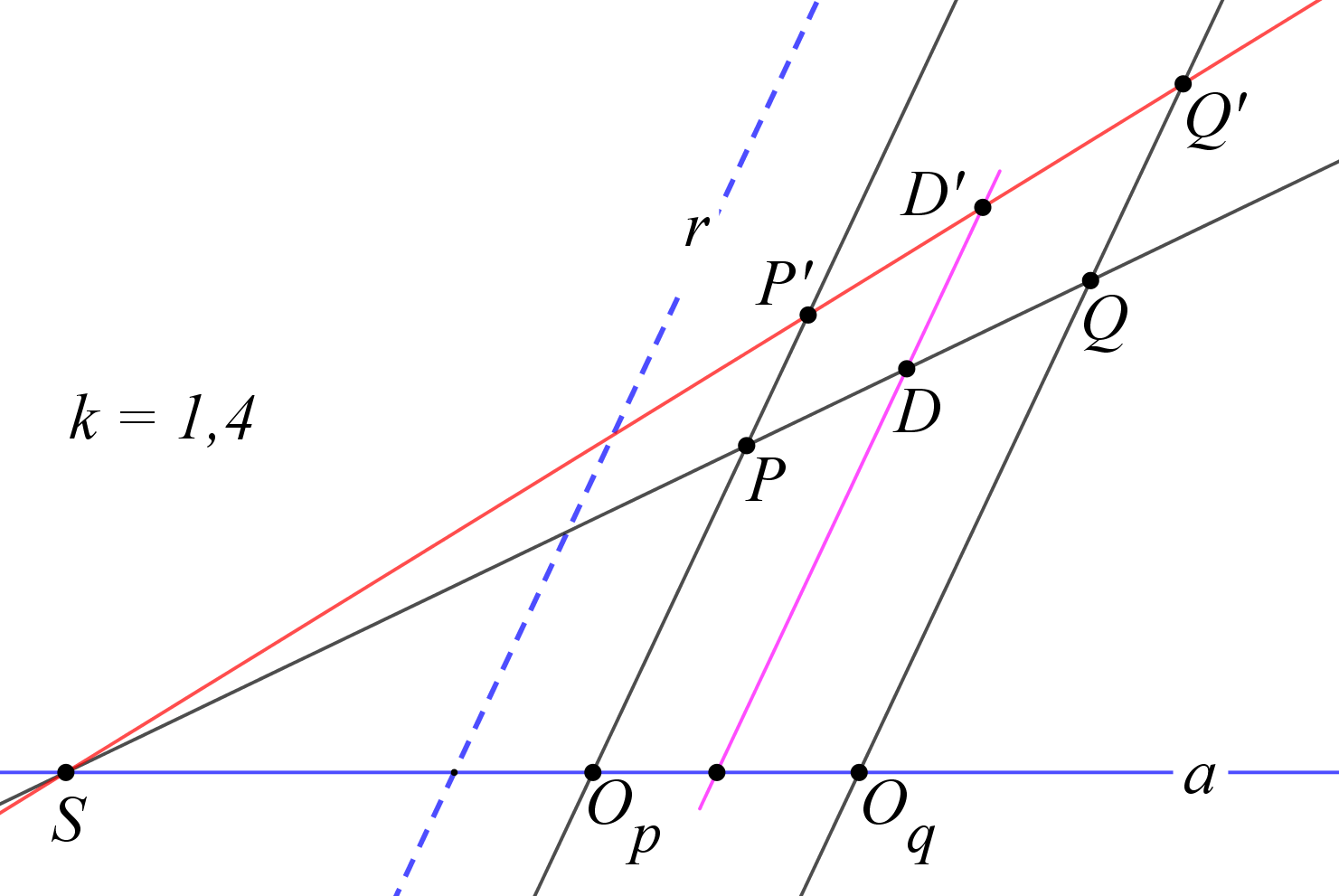
fig. 3. Deelverhouding is invariant

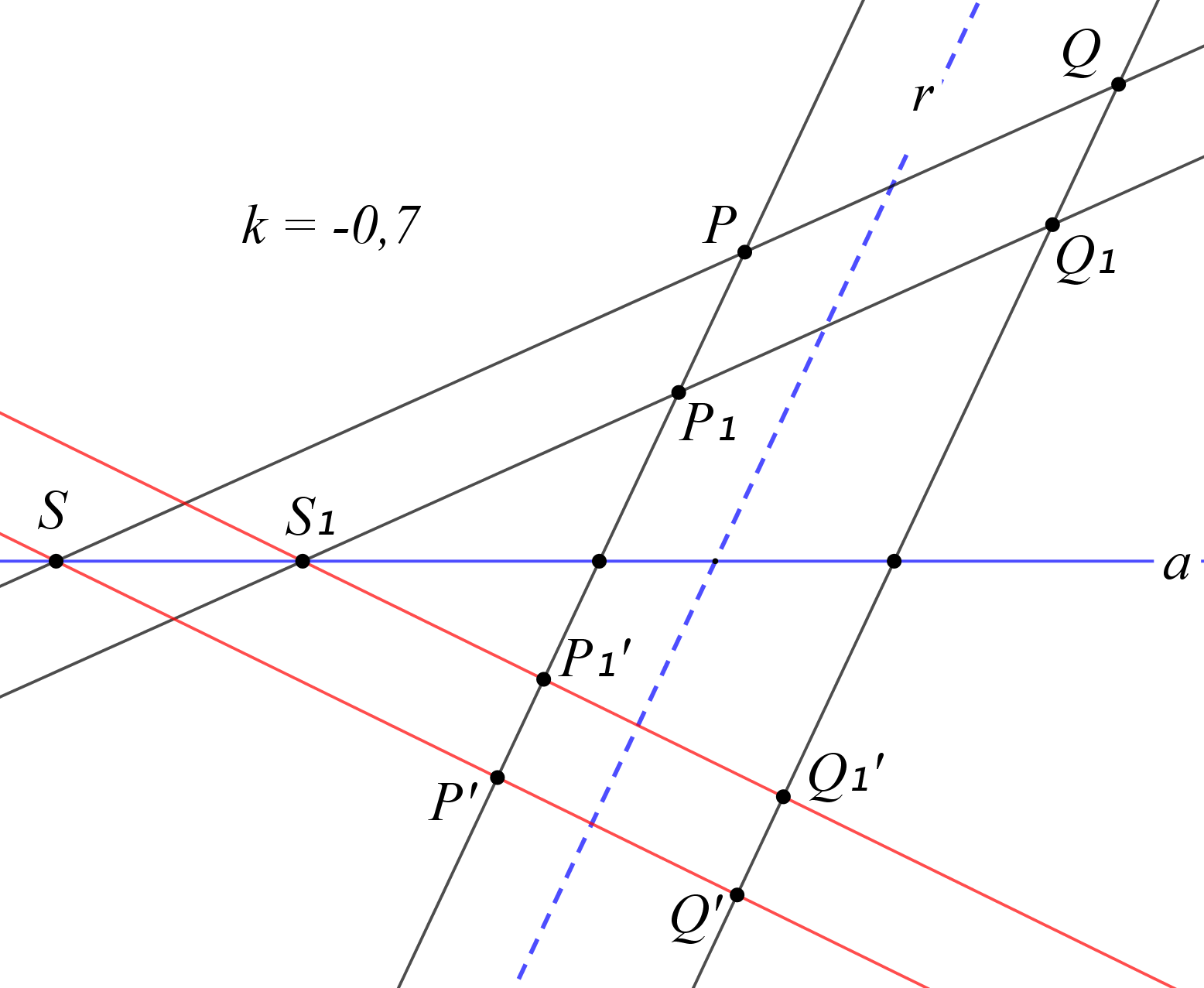
fig. 4. Evenwijdigheid is invariant

## Twee toepassingen

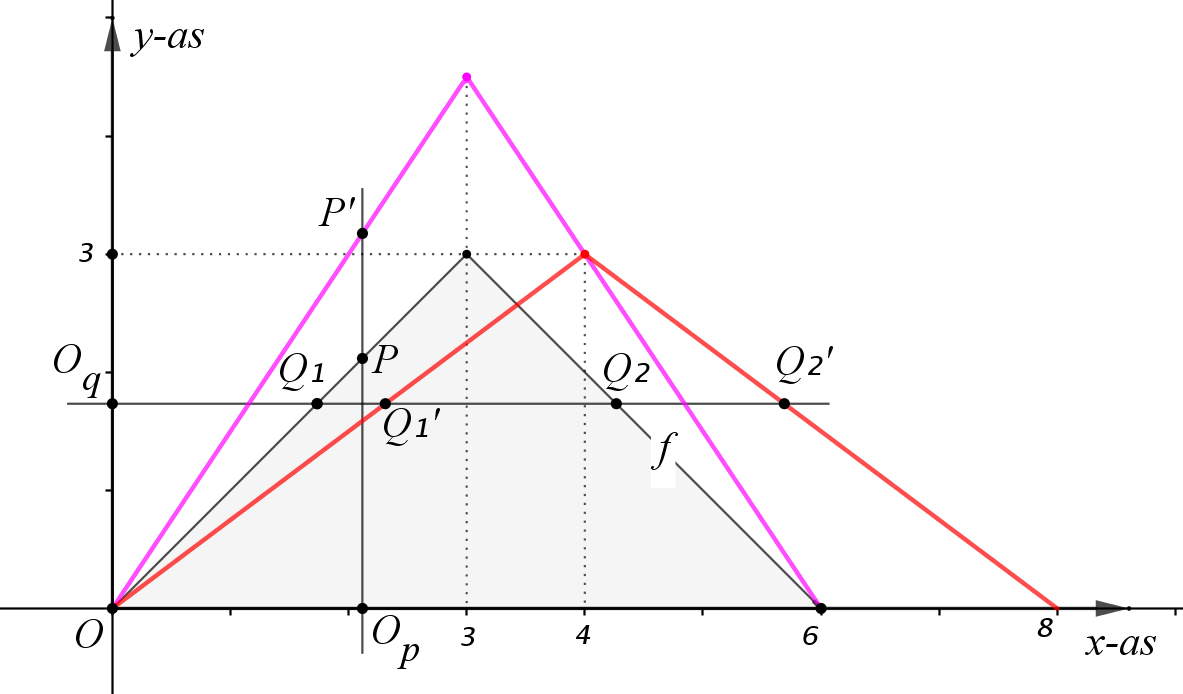
fig. 5. Toepassing op de grafiek van een functie

1. Bij grafieken van functies (in een standaard {\displaystyle xOy}-assenstelsel) wordt de lijnvermenigvuldiging gebruikt bij verticaal en horizontaal vermenigvuldigen van (de grafiek van) de functie (richtingverschaling); dat wil zeggen:
a. verticaal vermenigvuldigen – het toepassen van een (rechte) lijnvermenigvuldiging t.o.v. de {\displaystyle x}-as;
b. horizontaal vermenigvuldigen – het toepassen van een (rechte) lijnvermenigvuldiging t.o.v. de {\displaystyle y}-as.
Voorbeeld. In figuur 5 is de grafiek van de functie {\displaystyle y=f(x)=3-|\,x-3\,|} weergegeven op het interval {\displaystyle [0\,;\,6]}.
Het beeld van (de grafiek van) {\displaystyle f} is bepaald met de verticale vermenigvuldiging {\displaystyle V_{x}} waarbij {\displaystyle k=1{\tfrac {1}{2}}}; daarbij is {\displaystyle V_{x}(P)=P'}. De grafiek van het {\displaystyle V_{x}}-beeld van de grafiek van {\displaystyle f} heeft daarmee het voorschrift:
{\displaystyle y=1{\tfrac {1}{2}}(3-|\,x-3\,|)=4{\tfrac {1}{2}}-1{\tfrac {1}{2}}|\,x-3\,|}
In dezelfde figuur is op {\displaystyle f} ook de horizontale vermenigvuldiging {\displaystyle V_{y}} met {\displaystyle k=1{\tfrac {1}{3}}} toegepast, beperkt tot het interval {\displaystyle [0\,;\,3]} op de {\displaystyle y}-as. Daarbij is {\displaystyle V_{y}(Q_{1})=Q_{1}'} en {\displaystyle V_{y}(Q_{2})=Q_{2}'}.
Is nu {\displaystyle Q=(x_{o},y_{o})}, voor {\displaystyle Q=Q_{1},\,Q_{2}}, dan is:
{\displaystyle V_{y}(Q)=(1{\tfrac {1}{3}}x_{o},y_{o})=(x_{n},y_{n})}
zodat:
{\displaystyle x_{n}=1{\tfrac {1}{3}}x_{o}} en {\displaystyle y_{n}=y_{o}}
Omdat zo’n punt {\displaystyle Q} op de grafiek van {\displaystyle f} ligt, geldt ook:
{\displaystyle y_{o}=3-|\,x_{o}-3\,|}
Daaruit volgt door substitutie:
{\displaystyle y_{n}=3-|\,{\tfrac {3}{4}}x_{n}-3\,|}
Het functievoorschrift van het {\displaystyle V_{y}}-beeld van de (grafiek van de) functie {\displaystyle f} is dan:
{\displaystyle y=3-|\,{\tfrac {3}{4}}x-3\,|}

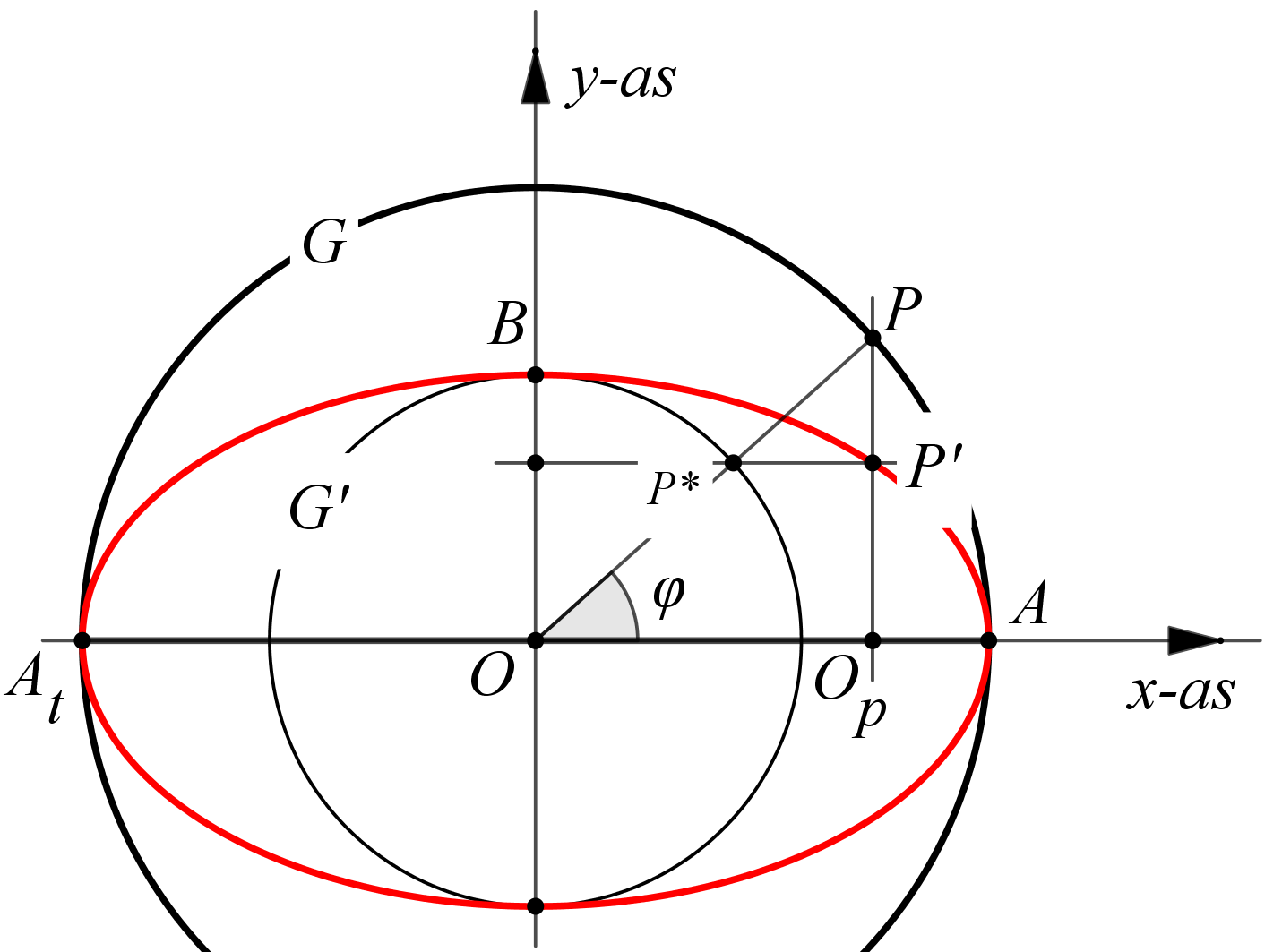
fig. 6. Toepassing op een cirkel

2. In de meetkunde wordt de lijnvermenigvuldiging gebruikt bij de analytische behandeling van de ellips: het beeld van een cirkel bij een rechte (of scheve) lijnvermenigvuldiging t.o.v. een middellijn van die cirkel is namelijk een ellips.
Voorbeeld. Zie figuur 6, waarin {\displaystyle AA_{t}} een middellijn is van de cirkel {\displaystyle G}. De vergelijking van {\displaystyle G}, met middelpunt {\displaystyle O} en straal {\displaystyle a}, is in een standaard {\displaystyle xOy}-assenstelsel:
{\displaystyle x^{2}+y^{2}=a^{2}}
Voor een punt {\displaystyle P} op {\displaystyle G} is {\displaystyle P=(a\cos \varphi ,\,a\sin \varphi )}, waarbij {\displaystyle \varphi } de (veranderlijke) hoek is tussen de positieve {\displaystyle x}-as en het lijnstuk {\displaystyle PO} (met {\displaystyle 0\leq \varphi <360^{\circ }}).
Wordt op {\displaystyle G} de verticale vermenigvuldiging {\displaystyle V_{x}} toegepast met factor {\displaystyle b/a} (hier is {\displaystyle b<a}), dan geldt voor {\displaystyle P'=V_{x}(P)}:
{\displaystyle P'=(a\cos \varphi ,b\sin \varphi )=(x_{n},y_{n})} of ook: {\displaystyle x_{n}=a\cos \varphi ,\,y_{n}=b\sin \varphi }
Dus is:
{\displaystyle {\frac {{x}_{n}}{a}}=\cos \varphi ,\ {\frac {{y}_{n}}{b}}=\sin \varphi }
Kwadrateren geeft nu de relatie:
{\displaystyle {{({\frac {{x}_{n}}{a}})}^{2}}+{{({\frac {{y}_{n}}{b}})}^{2}}=1}
De meetkundige plaats van de punten {\displaystyle P'} bij veranderende waarden van {\displaystyle \varphi } heeft dan de vergelijking:
{\displaystyle {\frac {{x}^{2}}{{a}^{2}}}+{\frac {{y}^{2}}{{b}^{2}}}=1}
Dit is de vergelijking van een ellips met middelpunt {\displaystyle O} waarvan de lengtes van de halve assen gelijk zijn aan {\displaystyle a} en {\displaystyle b}.
In figuur 6 is ook de cirkel {\displaystyle G'}, met middelpunt {\displaystyle O} en straal {\displaystyle b}, weergegeven. Voor het snijpunt {\displaystyle P^{*}} van {\displaystyle OP} met {\displaystyle G'} is {\displaystyle P^{*}=(b\cos \varphi ,\,b\sin \varphi )}.
Wordt nu op de cirkel {\displaystyle G'} de horizontale vermenigvuldiging {\displaystyle V_{y}} met factor {\displaystyle a/b} toegepast, dan geldt voor het beeldpunt {\displaystyle V_{y}(P^{*})} van {\displaystyle P^{*}}:
{\displaystyle V_{y}(P^{*})=(a\cos \varphi ,\,b\sin \varphi )=P'}
En daaruit blijkt dat de horizontale vermenigvuldiging van de cirkel {\displaystyle G'} hetzelfde effect heeft als de verticale vermenigvuldiging van de cirkel {\displaystyle G}: in beide gevallen is dat de ellips met middelpunt {\displaystyle O} en halve assen {\displaystyle a} en {\displaystyle b}.

## Uitbreiding tot

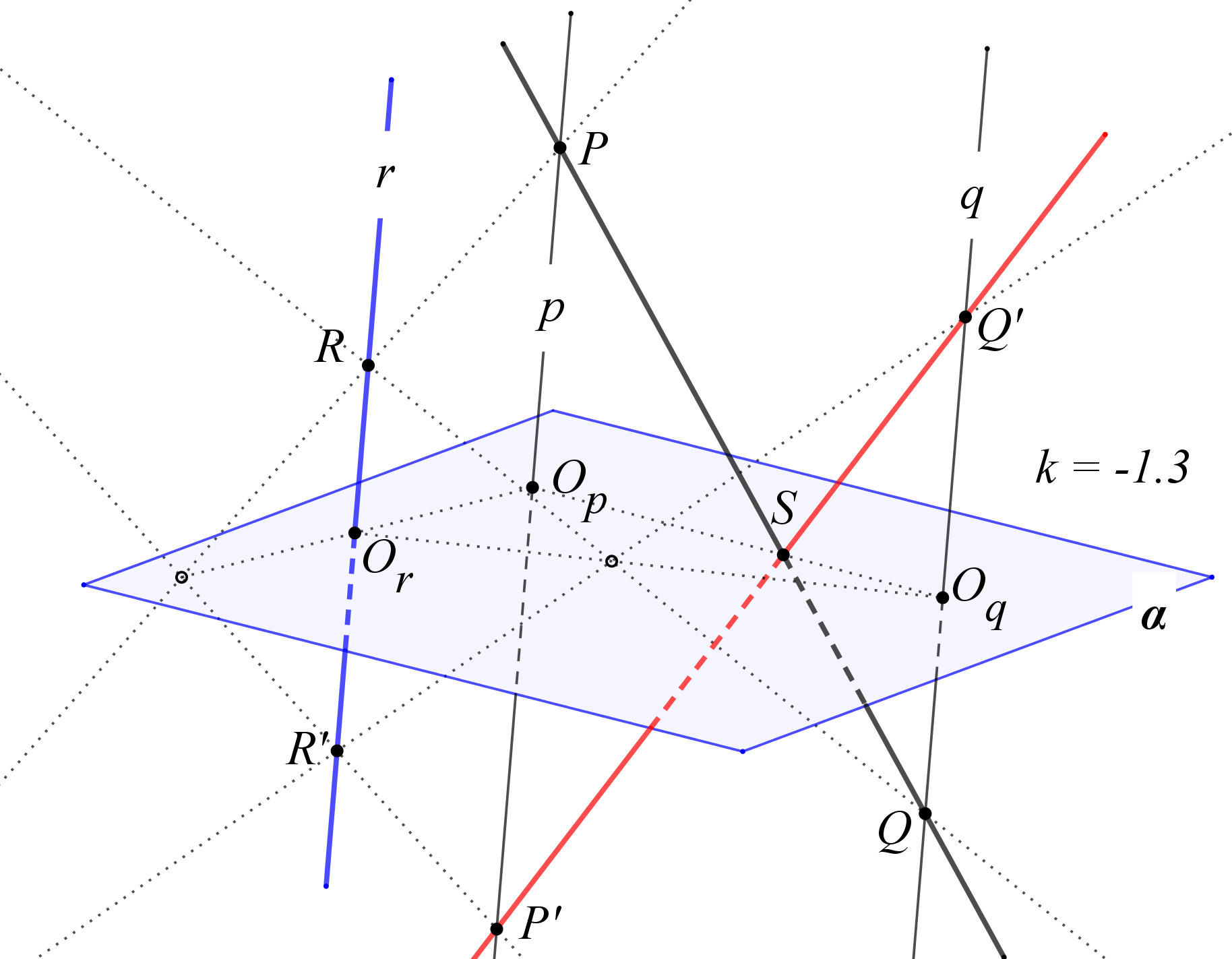
fig. 7. Definitie en toepassing in

## Uitbreiding totR3{\displaystyle \mathbb {R} ^{3}}
De lijn {\displaystyle a} moet in de driedimensionale euclidische ruimte vervangen worden door een vlak {\displaystyle \alpha } om ook in die ruimte een dergelijke vermenigvuldiging met richting {\displaystyle r} te kunnen definiëren: een vlakvermenigvuldiging {\displaystyle V}. De lijn {\displaystyle r} moet daarbij het vlak {\displaystyle \alpha } snijden.
De constructie van het beeldpunt {\displaystyle P'=V(P)} van {\displaystyle P} gaat in dit geval als volgt; zie figuur 7.
1. De lijn {\displaystyle p} gaat door het punt {\displaystyle P} en is evenwijdig met de lijn {\displaystyle r}.
2. Het punt {\displaystyle O_{p}} is het snijpunt van de lijn {\displaystyle p} met het vlak {\displaystyle \alpha }.
3. Het punt {\displaystyle P'} ligt zó op de lijn {\displaystyle p} dat {\displaystyle O_{p}{P'}=|\,k\,|\cdot O_{p}{P}}. Als {\displaystyle k>0} is, dan liggen {\displaystyle P} en {\displaystyle P'} aan dezelfde kant van {\displaystyle O_{p}}; is {\displaystyle k<0}, dan liggen {\displaystyle P} en {\displaystyle P'} aan verschillende kanten van {\displaystyle O_{p}} (dus aan verschillende kanten van het vlak {\displaystyle \alpha }).